# Éric Blanc (humoriste)
Pour les articles homonymes, voir Éric Blanc et Blanc (homonymie).
Éric Blanc, de son vrai nom Éric Degbegni, né le 13 octobre 1965 à Cotonou, est un imitateur, humoriste et acteur français d’origine béninoise

## Biographie
Né à Cotonou (Bénin) d’un père magistrat et d’une mère puéricultrice, il y vit jusqu’en 1975 où il s’exile avec sa famille pour Paris après le coup d’État du général Kérékou. Il abandonne assez rapidement ses études de droit pour se consacrer à la scène.
En 1986, il débute au Caveau de la République avec des imitations de Valéry Giscard d’Estaing, Frédéric Mitterrand ou Yannick Noah et enchaîne rapidement par des prestations régulières à la télévision  dont La Classe sur France 3.
Il crée son premier one-man show au Bataclan puis à Bobino. Dans la deuxième moitié des années 1980, il connaît une période de succès grâce à ses numéros d'imitateur : les médias français le présentent alors comme le seul Noir qui imite les Blancs célèbres. En 1988, il tient la vedette du film Black Mic-Mac 2, et l'année suivante celle du film L'Invité surprise, dans lequel il donne la réplique à Victor Lanoux.
La carrière d'Éric Blanc connaît cependant un coup d'arrêt en raison de démêlés judiciaires avec le critique de cinéma Henry Chapier : l'humoriste avait effectivement imité ce dernier lors de la cérémonie des Césars et lors de  l'émission Bains de minuit, présentée par Thierry Ardisson, le 16 octobre 1987, en se moquant de l'homosexualité du journaliste. Éric Blanc se trouve alors, à partir de 1988, « interdit » de télévision. Il poursuit néanmoins ses activités, apparaissant au théâtre et, plus rarement, au cinéma. Il est également l'un des voisins de Jean et Alex dans la série à succès "un gars une fille" (saison 2 notamment les épisodes 24 et 55 intitulé "reçoivent les voisins")

## Spectacles
- 1988 : Le Noir qui imite les Blancs
- 2004 :  Itinéraire d'un Noir gâté
- 2009 : Éric Blanc sort du noir
- 2013 : Mon frère blanc

## Théâtre
- 2012 : Discussion philosophique autour d'un réverbère de Jean-Luc Bétron[6]
- Pas nés sous la même étoile d'Hazis Vardar
- Qui m’aime me suive ! de Bruno Duart, mise en scène Xavier Letourneur
- 2015 : Ma femme est sortie de Jean Barbier, mise en scène Jean-Pierre Dravel et Olivier Macé.
- 2018 : La Tête dans les étoiles, d'Axelle Marine et Catherine Bauer, mise en scène d'Axelle Marine

## Filmographie

### Cinéma
- 1987 : L'Œil au beur(re) noir de Serge Meynard : L'agent immobilier qui a un patron raciste
- 1988 : À gauche en sortant de l'ascenseur d'Édouard Molinaro : Le second flic
- 1988 : Black Mic-Mac 2 de Marco Pauly : Félix
- 1989 : Thank You Satan d'André Farwaji : Grégoire Devil
- 1989 : L'Invité surprise de Georges Lautner : Martin Gaillard
- 1997 : Que la lumière soit ! d'Arthur Joffé : Dieu gardien de parc
- 2000 : Retour à la vie de Pascal Baeumler : le coursier

### Télévision
- 1988 : Le Bonheur d'en face : Toussaint
- 1989 : Pas de pitié pour les croissants : Noël blanc
- 1996 : L'Un contre l'autre : Marcel
- 1996 : Club Dorothée vacances : le gérant du Beach Club
- 2000 : Un gars, une fille : Didier (saison 2)